# Ридбергова формула
Ридбергова формула (или Ридберг-Рицова формула) се користи у атомској спектроскопији за предвиђање емисионог спектра атома водоника или система сличних атому водоника (позитронијума, мионијумa, He+, Li2+, итд).

## Ридбергова формула за атом водоника
{\displaystyle {\frac {1}{\lambda _{\mathrm {vac} }}}=R_{\mathrm {H} }\left({\frac {1}{n_{1}^{2}}}-{\frac {1}{n_{2}^{2}}}\right)}
где је
{\displaystyle \lambda _{\mathrm {vac} }\,} таласна дужина светлости емитоване у вакууму;
{\displaystyle R_{H}\,} Ридбергова константа водоника;
а
{\displaystyle n_{1}\,} и {\displaystyle n_{2}\,} су цели бројеви при чему је {\displaystyle n_{1}<n_{2}\,}.
| {\displaystyle n_{1}} | {\displaystyle n_{2}}                | Назив             | Конвергује ка |
| {\displaystyle 1}     | {\displaystyle 2\rightarrow \infty } | Лајманова серија  | 91 nm         |
| 2                     | {\displaystyle 3\rightarrow \infty } | Балмерова серија  | 365 nm        |
| 3                     | {\displaystyle 4\rightarrow \infty } | Пашенова серија   | 821 nm        |
| 4                     | {\displaystyle 5\rightarrow \infty } | Бракетова серија  | 1459 nm       |
| 5                     | {\displaystyle 6\rightarrow \infty } | Пфундова серија   | 2280 nm       |
| 6                     | {\displaystyle 7\rightarrow \infty } | Хамфријева серија | 3283 nm       |

## Ридбергова формула водонику сличног система
{\displaystyle {\frac {1}{\lambda _{\mathrm {vac} }}}=RZ^{2}\left({\frac {1}{n_{1}^{2}}}-{\frac {1}{n_{2}^{2}}}\right)}
где је
{\displaystyle \lambda _{\mathrm {vac} }\,} таласна дужина светлости емитоване у вакууму;
{\displaystyle R\,} Ридбергова константа за посматрани елемент;
{\displaystyle Z\,} атомски број, т. ј., број протона у атомском језгру посматраног елемента;
а
{\displaystyle n_{1}\,} и {\displaystyle n_{2}\,} су цели бројеви при чему је {\displaystyle n_{1}<n_{2}\,}.

## Видети
- Рицов комбинациони принцип
- Балмерова константа